# C. C. Catch
C. C. Catch, pseudonimo di Caroline Catherine Müller (Oss, 31 luglio 1964), è una cantante tedesca.

## Biografia
Nata nei Paesi Bassi, si è trasferita in Germania negli anni '70 con la famiglia. Nonostante le sue origini, ha sempre cantato in lingua inglese.
All'inizio della sua carriera musicale, nei primi anni '80, ha conosciuto ad Amburgo il cantautore Dieter Bohlen, membro dei Modern Talking, con cui ha intrapreso una collaborazione artistica. La cantante ha ufficialmente debuttato nel 1985 con il singolo I Can Lose My Heart Tonight, scritto proprio da Dieter Bohlen. Nell'aprile 1986 è uscito il primo album in studio Catch the Catch.
Dieter Bohlen e C. C. Catch hanno lavorato insieme fino al 1989, realizzando dodici singoli e quattro album.
Il quinto album dell'artista, Hear What I Say, è stato coprodotto da Andy Taylor (Duran Duran) ed è uscito nel 1989. In seguito la cantante ha quasi del tutto abbandonato la musica, limitandosi a produrre alcuni singoli negli anni 2000 e 2010.
Nel 1990 è stata ospite in una puntata del Maurizio Costanzo Show.

## Programmi televisivi
- Il Pollice (Rete 3, 1979)
- Drim (Rete 2, 1980)
- Foto Finish (Rete 1, 1981)
- Maurizio Costanzo Show (Rete 4, 1982)
- Caccia al tesoro (Rai 1, 1983)
- Supersanremo (Italia 1, 1984)
- Obladì Obladà (Rai 1, 1985)
- Premiatissima 1986 (Rete 4, Canale 5 e Italia 1, 1986-1987)
- Strike: la pesca in TV (Telemontecarlo, 1987)
- Gran Premio Internazionale della TV (Canale 5, 1987)
- Samarcanda (Rai 3, 1990)
- Maurizio Costanzo Show (Canale 5, 1990)

## Discografia parziale

### Album in studio
- 1986 - Catch the Catch
- 1986 - Welcome to the Heartbreak Hotel
- 1987 - Like a Hurricane
- 1988 - Big Fun
- 1989 - Hear What I Say

### Raccolte
- 1988 - Diamonds: Her Greatest Hits
- 1998 - Best of '98

### Singoli
- 1985 - I Can Lose My Heart Tonight
- 1986 - Cause You Are Young
- 1986 - Strangers by Night
- 1986 - Heartbreak Hotel
- 1986 - Heaven and Hell
- 1987 - Are You Man Enough
- 1987 - Soul Survivor
- 1988 - House of Mystic Lights
- 1988 - Backseat of Your Cadillac
- 1989 - Nothing but a Heartache
- 1989 - Big Time
- 2004 - Silence
- 2010 - Unborn Love
- 2014 - Another Night in Nashville